# Widliczka

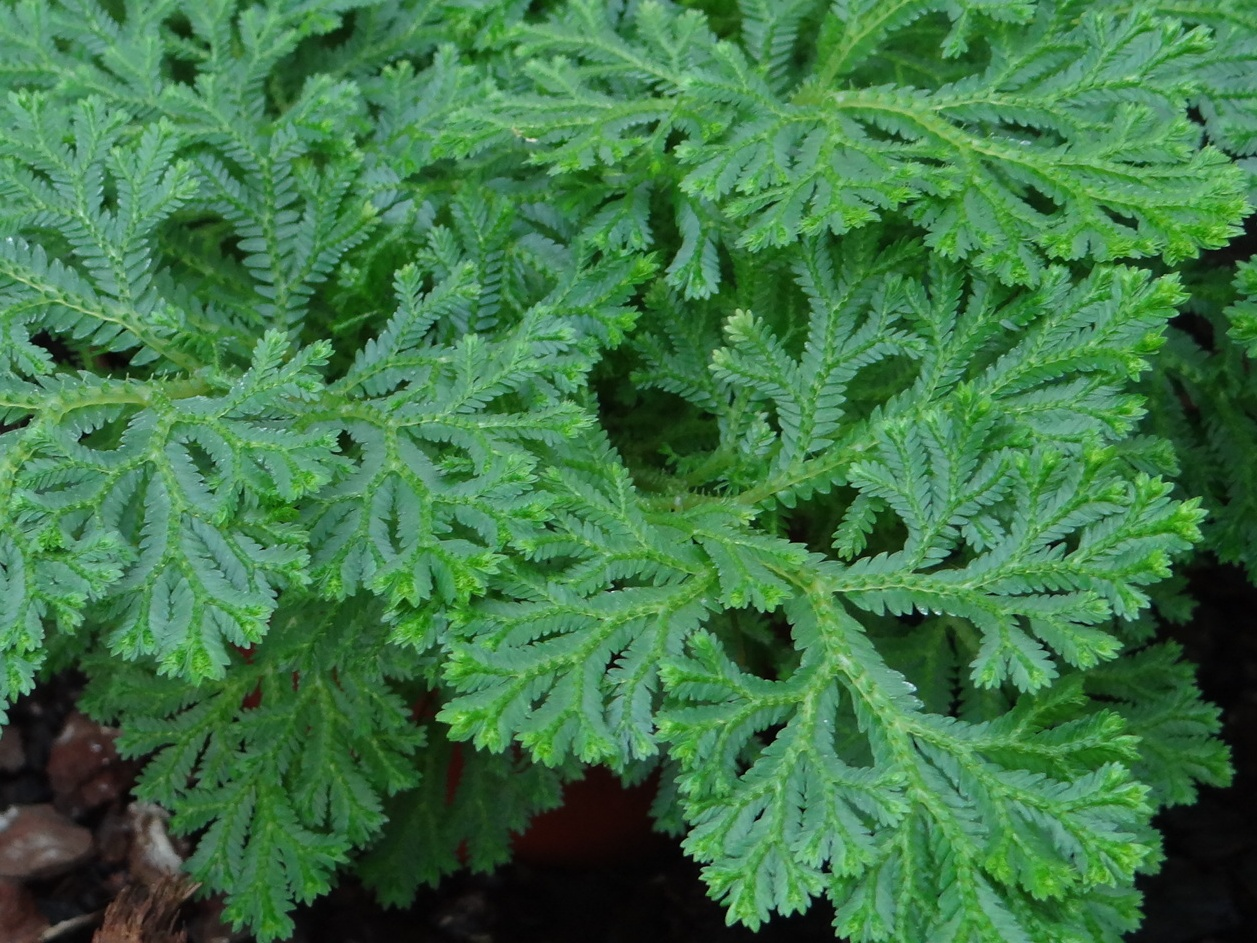
Widliczka Martensa

Widliczka (Selaginella) – jedyny współczesny rodzaj roślin z rodziny widliczkowatych. Należy do niego według różnych współczesnych źródeł ok. 700, 750 lub 800 gatunków. Rośliny te występują na wszystkich kontynentach (z wyjątkiem Antarktydy) i we wszystkich strefach klimatycznych, przy czym największe ich zróżnicowanie jest w tropikach i strefie podzwrotnikowej, nieliczne gatunki rosną w strefie chłodnej na obu półkulach sięgając także do Arktyki. Najczęściej spotykane są w cienistych lasach strefy równikowej, ale rosną także w górach i na pustyniach (w tym kilka gatunków jako tzw. zmartwychwstanki – rośliny silnie wysychające i zwijające się w porze suchej, szybko wchłaniające wodę, gdy ta jest dostępna, zieleniące się i rozpościerające pędy). Większość gatunków to rośliny naziemne, choć należą tu także hemiepitify i epifity (np. S. oregana). W Europie rosną cztery gatunki widliczek, z czego dwa w Polsce – widliczka ostrozębna S. selaginoides i (wymarła w kraju) widliczka szwajcarska S. helvetica.
Widliczki uprawiane są jako rośliny ozdobne, w strefach umiarkowanych zwykle jako szklarniowe i doniczkowe. Niektóre gatunki bywają wykorzystywane jako lecznicze i jadalne.

## Morfologia

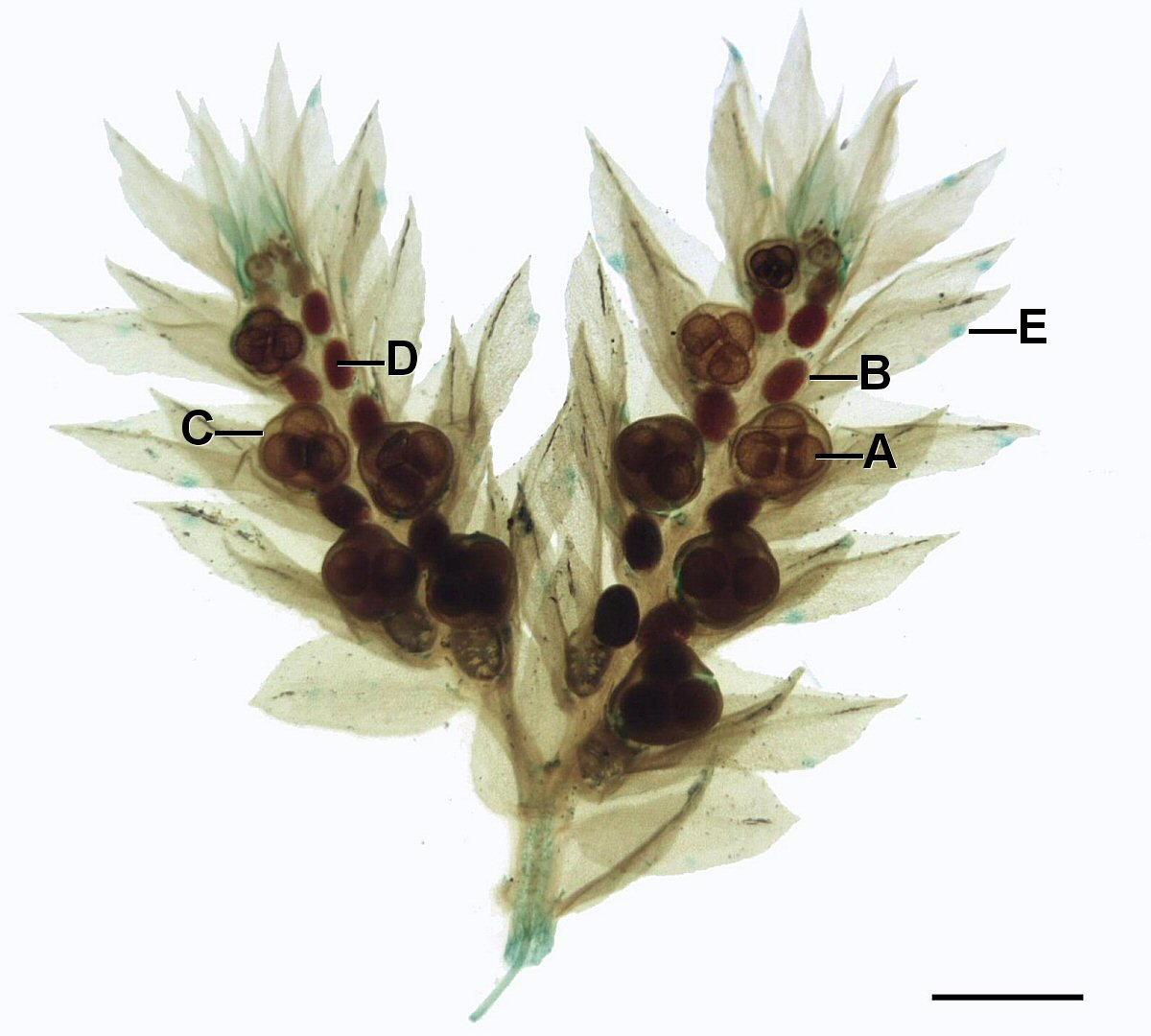
Kłosy zarodnionośne widliczki. A, C – makrosporangia, B, D – mikrosporangia, E – sporofil

PokrójRośliny zielne o pędach bez przyrostu wtórnego. Ich pędy osiągają długość od kilku cm (np. widliczka ostrozębna S. selaginoides) do 20 m (widliczka Willdenowa S. willdenowii). Wiele gatunków ma pędy płożące, ścielące się przy powierzchni ziemi, czasem tworzące maty, niektóre mają pokrój kępkowy, inne mają pędy wznoszące się, część ma pędy płożące i ich odgałęzienia wzniesione, dalej rozgałęziające się zwykle w jednej płaszczyźnie. Niektóre gatunki osiągają 80 i nieco więcej cm wysokości (najwyższe są rosnące na Fidżi – S. rechingeri, S. viridangula, S. distans). U epifitów pędy są zwisające. Pędy części widliczek mają budowę promienistą, ale u większości są grzbietobrzusznie zróżnicowane. Pędy rozgałęziają się zwykle dychotomicznie, czasem pseudomonopodialnie lub sympodialnie. U niektórych gatunków pędy wyrastają w formie rozety (podrodzaj Lepidophylla i część podrodzaju Stachygynendrum). W przypadku S. abyssinica, S. chrysorrhizos, S. chrysocaulos część odgałęzień pędu wrasta w grunt i formuje bulwy, z których w odpowiednich warunkach wyrastają nowe pędy. Ostatni z wymienionych gatunków tworzy także pąki śpiące.
Z dolnej części pędów widliczek w miejscach ich rozgałęzień wyrastają ryzofory – bezlistne i nierozgałęzione twory o cechach zarówno korzeni jak i pędu, o różnej długości, rozgałęziające się dychotomicznie po zetknięciu z powierzchnią ziemi i tworzące pęk korzeni przybyszowych. U gatunku rosnącego na Madagaskarze S. moratti tworzą się na nich bulwy. Ryzoforów nie tworzą gatunki z bazalnego podrodzaju Selaginella, u których korzenie przybyszowe wyrastają od spodu wzdłuż całej długości pędu. Korzeń pierwotny widliczek jest krótkotrwały.
Liście (mikrofile)Pojedyncze, niewielkie (do kilku mm), jajowate lub lancetowate. Wyrastają na pędach skrętolegle i wówczas wszystkie są podobne (zwykle u roślin o pędach wzniesionych albo zwisających) lub ułożone są w czterech rzędach (u większości widliczek o pędach płożących). W tym drugim przypadku liście zróżnicowane są na drobniejsze liście wyrastające w dwóch rzędach po grzbietowej stronie pędu i większe liście rozłożone na boki wyrastające w rzędach po brzusznej (dolnej) jego stronie. Mikrofile na pędach płożących bywają dość odlegle ustawione, natomiast na pędach wzniesionych są z reguły ułożone gęsto. W miejscach, w których pęd się rozgałęzia występują pary tzw. mikrofili kątowych, obejmujących rozgałęzienie, które mogą różnić się morfologicznie od pozostałych (u niektórych gatunków mają znaczenie diagnostyczne).
Każdy liść ma pojedynczą wiązkę przewodzącą (rzadko obserwowano bardziej skomplikowany układ wiązek u S. adunca i S. schafferi), a u nasady wyrostek zwany języczkiem (ligula). Języczek jest organem niezielonym, jest odchylony od powierzchni liścia, osiąga od 0,10 do 0,45 mm długości i może mieć kształt podobny do języka, wachlarza, może być frędzlowato lub łatkowato podzielony. U jego nasady zawsze znajdują się duże i cienkościenne komórki tworzące półkuliste glossopodium, oddzielone od otaczających je komórek liścia komórkami tworzącymi pochwę glossopodium. Funkcja języczka jest różnie określana – przypisuje mu się rolę w absorpcji lub wydzielaniu wody, odgrywać ma rolę (nie wyjaśnioną co do sposobu) w utrzymywaniu wody przez roślinę, określany jest jako organ wydzielający śluz lub nie posiadający żadnej znaczącej roli organ szczątkowy.
Na skórce liścia po obu jego stronach występują niewielkie brodawki wysycone krzemionką o specyficznej dla różnych gatunków formie i układzie.
U różnych gatunków liście mają kolor od miedzianobrązowego przez soczyście zielony do niebieskawego. Często na liściach występują też żółte i białe wybarwienia. U niektórych gatunków liście zmieniają zabarwienie w ciągu dnia. Dzieje się tak dlatego, że pod wpływem silnego oświetlenia chloroplasty chowają się w głąb komórek wskutek czego rośliny jaśnieją, a w nocy znów zbliżają do powierzchni skórki.
Zarodnie i kłosy zarodnionośneWidliczki są widłakami różnozarodnikowymi – tworzą dwa rodzaje zarodników – drobne mikrospory, powstające licznie w mikrosporangiach, oraz większe makrospory, powstające mniej licznie w makrosporangiach. Makrosporangia mają kształt jajowaty, czasem są klapowato podzielone, i zawierają cztery, rzadziej pojedynczą makrosporę. Są one zwykle ok. 10× większe od mikrospor i osiągają od 200 do 1360 µm średnicy. Mikrosporangia są nerkowate do jajowatych i zawierają ponad 100 mikrospor osiągających od 20 do 75 µm średnicy. Spory są zwykle tetraedryczne z jednym bokiem wypukłym, czasem makrospory bywają kuliste lub jajowate. Ściany spor są rozmaicie ornamentowane.
Zarodnie obu typów rozwijają się na krótkich trzonkach u nasady (przed języczkiem) liści zwanych sporofilami, na ich brzusznej (doosiowej) stronie (zwykle liście te nie różnią się istotnie od asymilacyjnych). Sporofile z mikrosporangiami u nasady zwane są mikrosporofilami, a te z makrosporangiami – makrosporofilami. Sporofile skupione są w kłosy zarodnionośne.
Kłosy zarodnionośne powstają na szczytach pędu i jego odgałęzień. Mają kształt walcowaty lub czworoboczny i na szczycie są zaostrzone. Czasem merystem na szczycie kłosa kontynuuje wzrost tworząc pęd z liśćmi asymilacyjnymi, przy czym u S. erytropus bywa, że powstaje na takim odcinku pędu kolejny kłos zarodnionośny. Kłosy zwykle są dość luźne, osiągają u różnych gatunków długość od kilku milimetrów do 5 cm.
Mikrosporofile często skupiają się zwykle w górnej części kłosa, a makrosporofile w dolnej, jednak u części gatunków poszczególne typy liści zarodnionośnych rozwijają się w dwóch równoległych rzędach, a u niektórych w osobnych kłosach występują mikrosporofile i makrosporofile (np. u S. atroviridis i S. gracilis).

## Anatomia
Pędy o prostej budowie wewnętrznej z układem drewna i łyka typowym dla protosteli.

## Rozwój

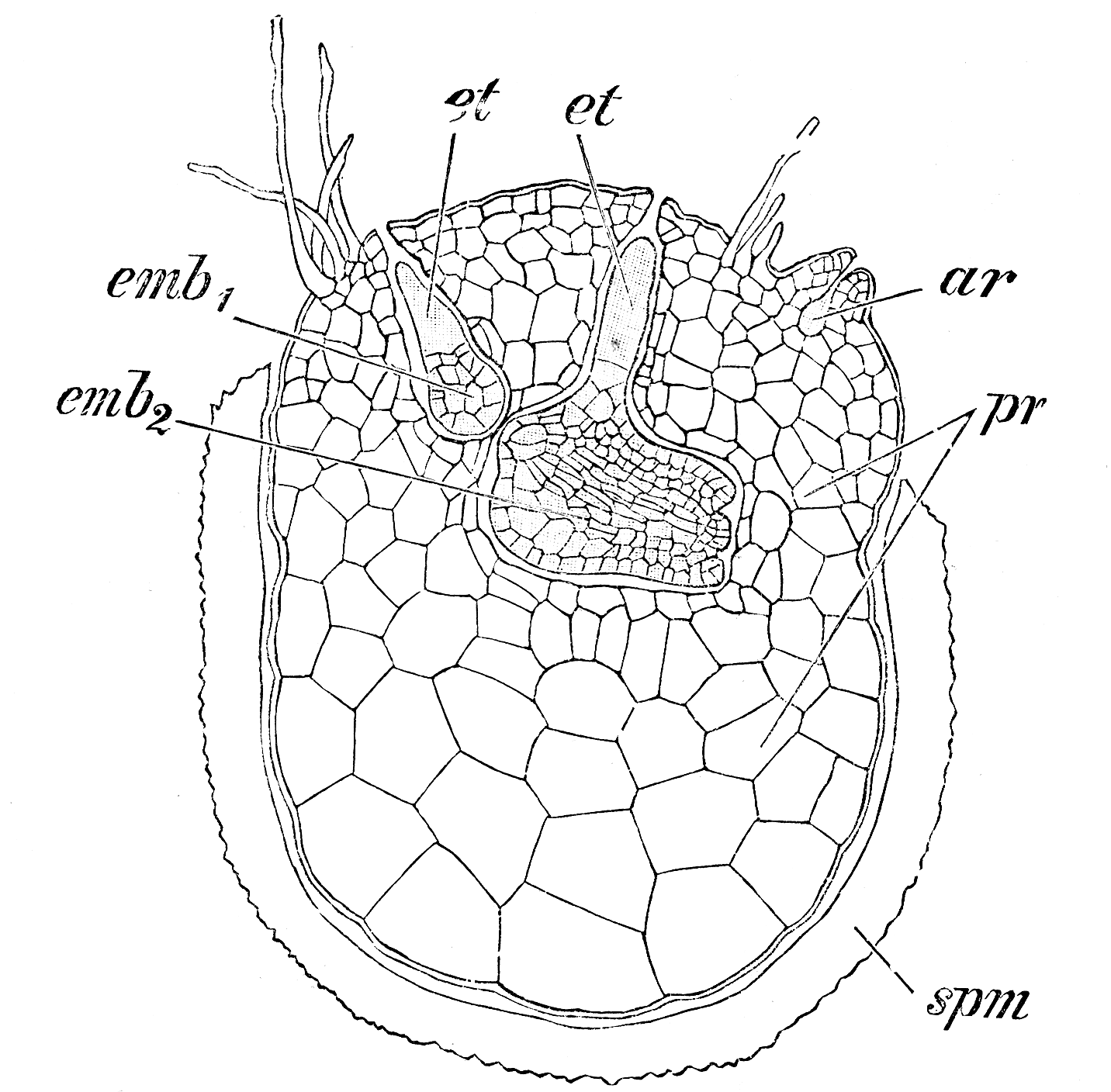
Gametofit (pr) zawarty w ścianie makrospory (spm) z rozwijającymi się zarodkami (emb) z suspensorami (et) oraz nie zapłodnioną rodnią (ar).

Widliczki są roślinami wieloletnimi, rzadziej jednorocznymi. Dominuje pokolenie sporofitu (diploidalne) o wzroście nieograniczonym, tylko u niektórych gatunków sezonowo hamującym. W mikrosporangiach liczne komórki macierzyste przechodzą podział mejotyczny dając w efekcie liczne haploidalne zarodniki (mikrospory). W makrosporangiach zwykle pojedyncza komórka macierzysta dzieli się mejotycznie dając cztery haploidalne zarodniki (makrospory), z których czasem rozwija się tylko jedna.
Ściany zarodni po dojrzeniu pękają na dwie lub cztery klapy, gwałtownie wyrzucając na zewnątrz zawartość. Zarodniki zaczynają się rozwijać jednak wcześniej, jeszcze w zarodniach. Mikrospora po pierwszym podziale tworzy jedną komórkę przedrośla (gametofitu) i jedną komórkę plemniową. Ta druga dzieli się tworząc komórki plemnikotwórcze i komórki ścian plemni. W takiej fazie rozwoju mikrospory są wyrzucane z mikrosporangiów. W wyniku dalszych podziałów powstaje w każdej 256 dwuwiciowych plemników.
Rozwój gametofitu w makrosporach także zaczyna się jeszcze w zarodni. W wyniku szeregu podziałów powstają w nich liczne jądra komórkowe. Zanim powstawać zaczną między nimi ściany komórkowe, są one spychane do piramidalnego bieguna (szczytu) makrospory przez rozwijającą się w jej centrum dużą wakuolę. Położone w przyściennej części makrospory jądra oddzielają się ścianami tworząc 2–3 warstwy komórek. Wówczas wzdłuż krawędzi tetraedru pękają ściany makrospory odsłaniając gametofit, którego komórki wytwarzają wówczas chloroplasty i chwytniki. Niektóre komórki rozwijają się w rodnie dzieląc się na komórkę jajową, kanałowo-brzuszną i dwie komórki szyjki. Komórka kanałowo-brzuszna rozpuszcza się umożliwiając dotarcie plemnika z zewnątrz do komórki jajowej. Do zapłodnienia dochodzić może jeszcze w zarodni lub na zewnątrz, po wyrzuceniu makrospory z rozwiniętym w jej ścianach gametofitem. Zarodek rozwijając się tworzy suspensor sięgający w głąb gametofitu, przez który jest odżywiany. Powstaje także stopa i wyrastające na zewnątrz – korzeń pierwotny i zawiązek pędu z dwoma liśćmi zarodkowymi. U niektórych gatunków widliczek suspensor wciąga rozwijający się zarodek w głąb obfitującego w składniki odżywcze gametofitu żeńskiego.

## Systematyka i pochodzenie
Rodzaj Selaginella jest jedynym w rodzinie widliczkowatych Selaginellaceae Willk. z rzędu widliczkowców Selaginellales. W przeszłości proponowano, jednak bez szerszej akceptacji, podział tego rodzaju na kilka rodzajów (m.in.: Selaginella, Bryodesma Sojak 1992, Lycopodioides Boehm 1760). Znane ze skamieniałości dawne widliczki opisywane były w przeszłości jako różne rodzaje (Selaginellidites, Selaginellites, Paurodendron, czasem różne w zależności od tego, czy skamieniałość przedstawiała pęd wegetatywny lub generatywny, jak było w przypadku Selaginella fraipontii, początkowo opisywanej jako dwa różne morfotaksony). Podobieństwo niektórych form kopalnych sprzed 300 milionów lat do współczesnych przedstawicieli rodzaju jest określane jako uderzające. Historia roślin z tego rodzaju sięga późnego dewonu i wczesnego karbonu (370–345 milionów lat temu). Najliczniejsze ślady kopalne tych roślin (zwykle makrospory) pochodzą z kredy i paleogenu.
W obrębie rodzaju gatunki proponowano dzielić na różną liczbę podrodzajów. Podział na dwa podrodzaje zaproponował w 1900 Georg Hieronymus. Jego mniej liczny (ok. 50 gatunków) podrodzaj Homoeophyllum obejmował rośliny o pędach wznoszących się, dzielących dichotomicznie i o niezróżnicowanych liściach asymilacyjnych (m.in. S. pygmaea, S. oregana, S. rupestris i S. selaginoides). Podrodzaj Heterophyllum obejmował pozostałe gatunki o liściach zróżnicowanych.
J. Walton i A.H.G. Alston w 1938 podzielili rodzaj na cztery podrodzaje: Euselaginella (z czterema grupami: selaginoides, pygmaea, uliginosa i rupestris), Stachygynandrum (z sześcioma seriami: Decumbentes, Ascendentes, Sarmentosae, Caulescentes, Circinatae i Articulatae), Homostachys i Heterostachys. Podział ten w odniesieniu do czterech podrodzajów podtrzymany został po analizach palinologicznych zarodników przez Nasu i Seto w 1980 (wymieniających Selaginella w miejsce Euselaginella).
Jermy w 1986 zaproponował podział rodzaju na pięć podrodzajów: Selaginella, Ericetorum, Tetragonostachys, Stachygynandrum i Heterostachys. Podrodzaj Selaginella (=Euselaginella) jest siostrzany względem wszystkich pozostałych widliczek i obejmuje tylko dwa współczesne gatunki – S. selaginoides i S. deflexa. Są to rośliny o pędach wznoszących się, skrętolegle ulistnionych, z niezróżnicowanymi liśćmi asymilacyjnymi. Podrodzaj Ericetorum Jermy, Fern Gaz. 13: 117 (1986) obejmuje nieliczne gatunki o pędach wzniesionych, nierozgałęziających się lub rozgałęzionych, liściach asymilacyjnych niezróżnicowanych i sporofilach rosnących w czterech rzędach. Podrodzaj Tetragonostachys Jermy, Fern Gaz. 13: 118 (1986) obejmuje liczne gatunki o pędach płożących, silnie rozgałęzionych, liściach asymilacyjnych niezróżnicowanych lub słabo zróżnicowanych. Podrodzaj Stachygynandrum (Pal. Beauv.) Baker, J. Bot. London 21: 3 (1883) – najbardziej zróżnicowany gatunkowo, obejmuje rośliny o pędach płożących, podnoszących się i wzniesionych, często o rozgałęzieniach wielokrotnych, zwykle w jednej płaszczyźnie. Liście asymilacyjne są wyraźnie zróżnicowane (dwa rzędy boczne wyraźnie większe, dwa rzędy grzbietowe – drobne). Podrodzaj Heterostachys Baker, J. Bot. London 21: 4 (1883) obejmuje także liczne gatunki, podobnie zróżnicowane morfologicznie jak u Stachygynandrum, ale ze sporofilami zróżnicowanymi.
Filogenetyczne analizy DNA wraz z danymi z zakresu morfologii i rozmieszczenia geograficznego zaowocowały klasyfikacją wewnątrzrodzajową obejmującą siedem monofiletycznych podrodzajów: Selaginella, Rupestrae (odpowiada podrodzajowi Tetragonostachys w ujęciu Jermy'ego, ale nazwa musiała zostać zmieniona ponieważ stanowiła homonim), Lepidophyllae, Gymnogynum, Exaltatae, Ericetorum i Stachygynandrum.
Synonimy
Bryodesma Soják, Didiclis P.Beauv. ex Mirb., Diplostachyum P.Beauv., Gymnogynum P.Beauv., Heterophyllium Hieron. ex Borner, Hypopterygiopsis Sakurai, Lycopodioides Boehm., Mirmau Adans., Polycocca J. Hill, Selaginoides Seguier, Selago P.Browne, Stachygynandrum P.Beauv. ex Mirb.

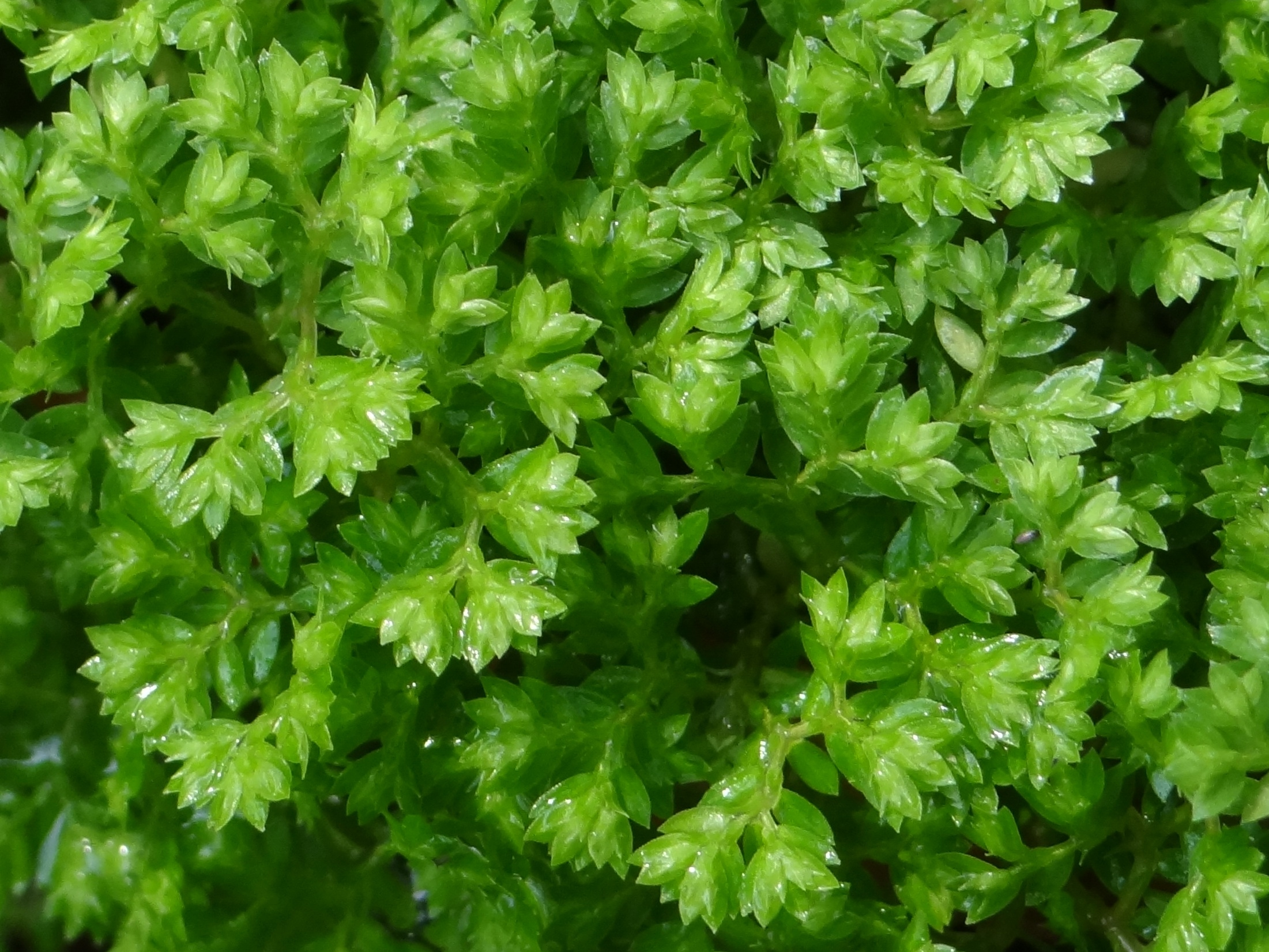
S. apoda
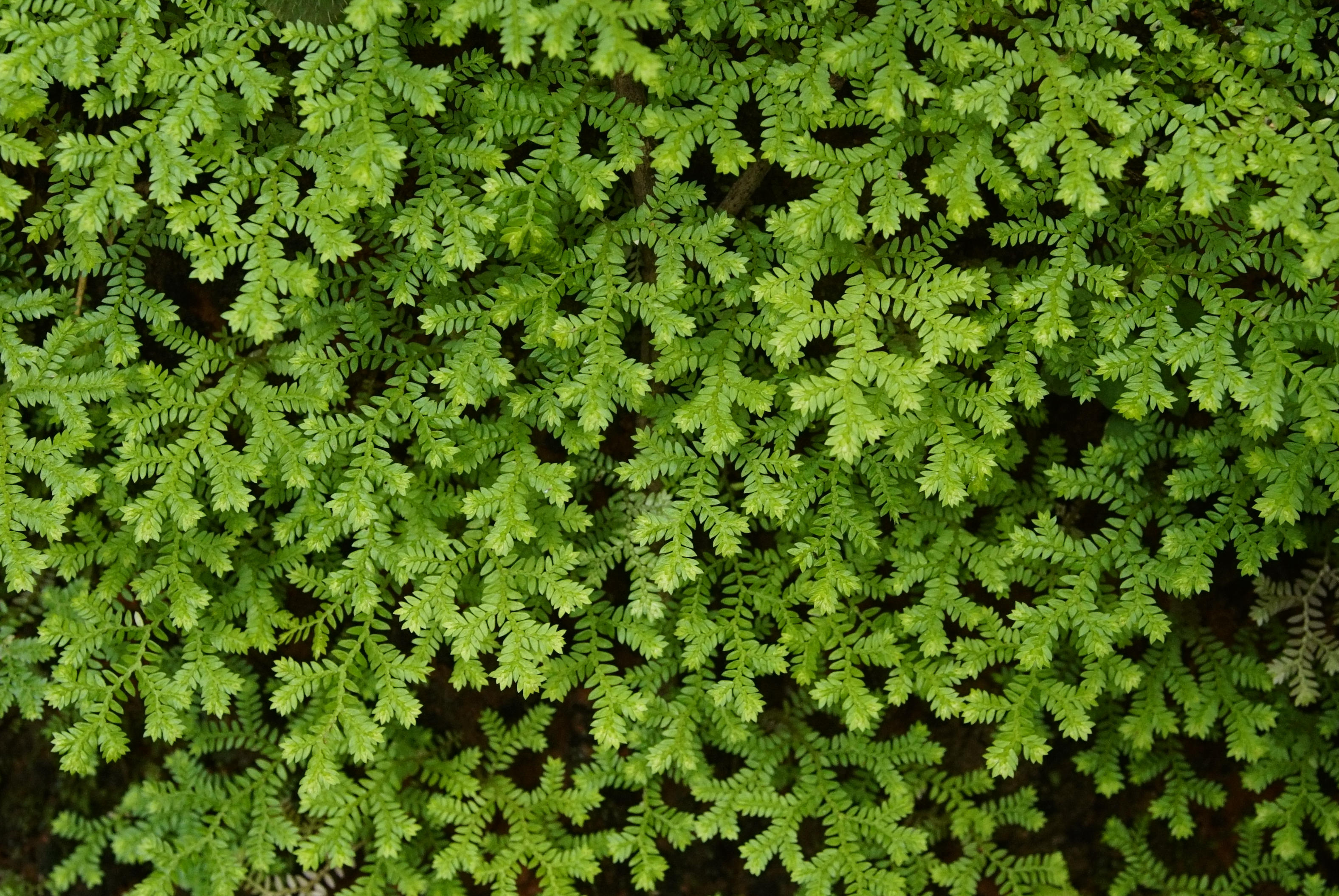
S. braunii
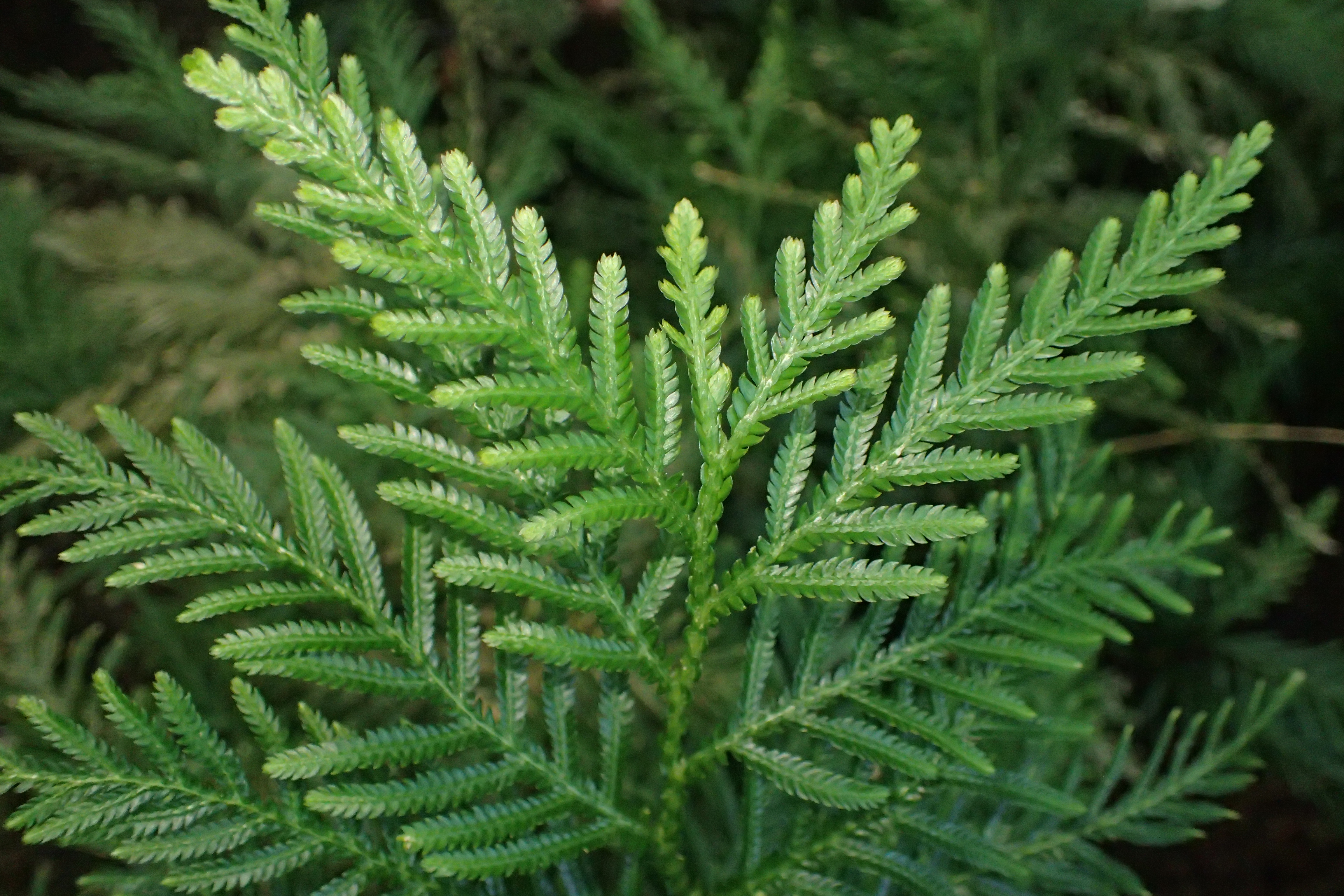
S. burgeffii
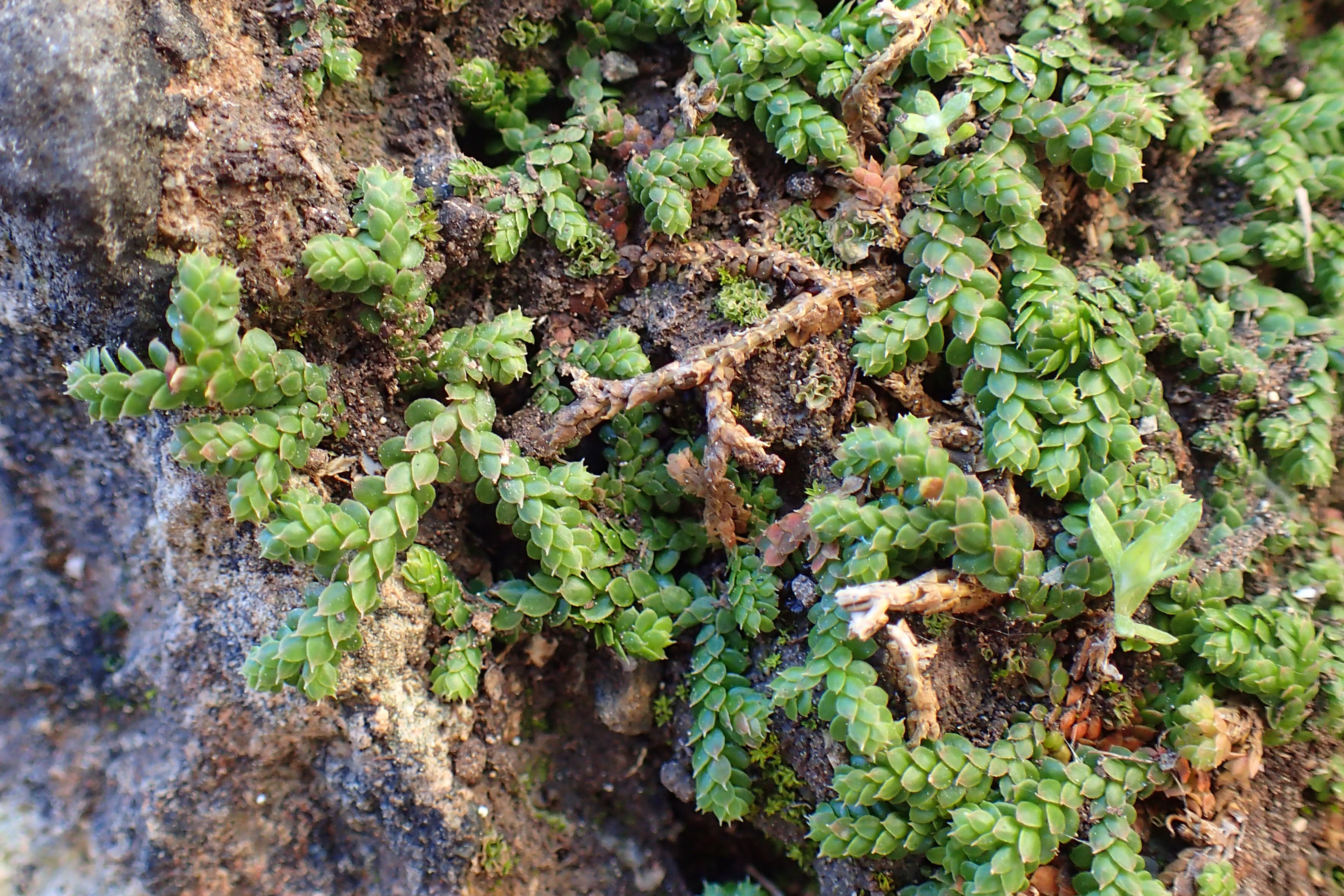
S. denticulata
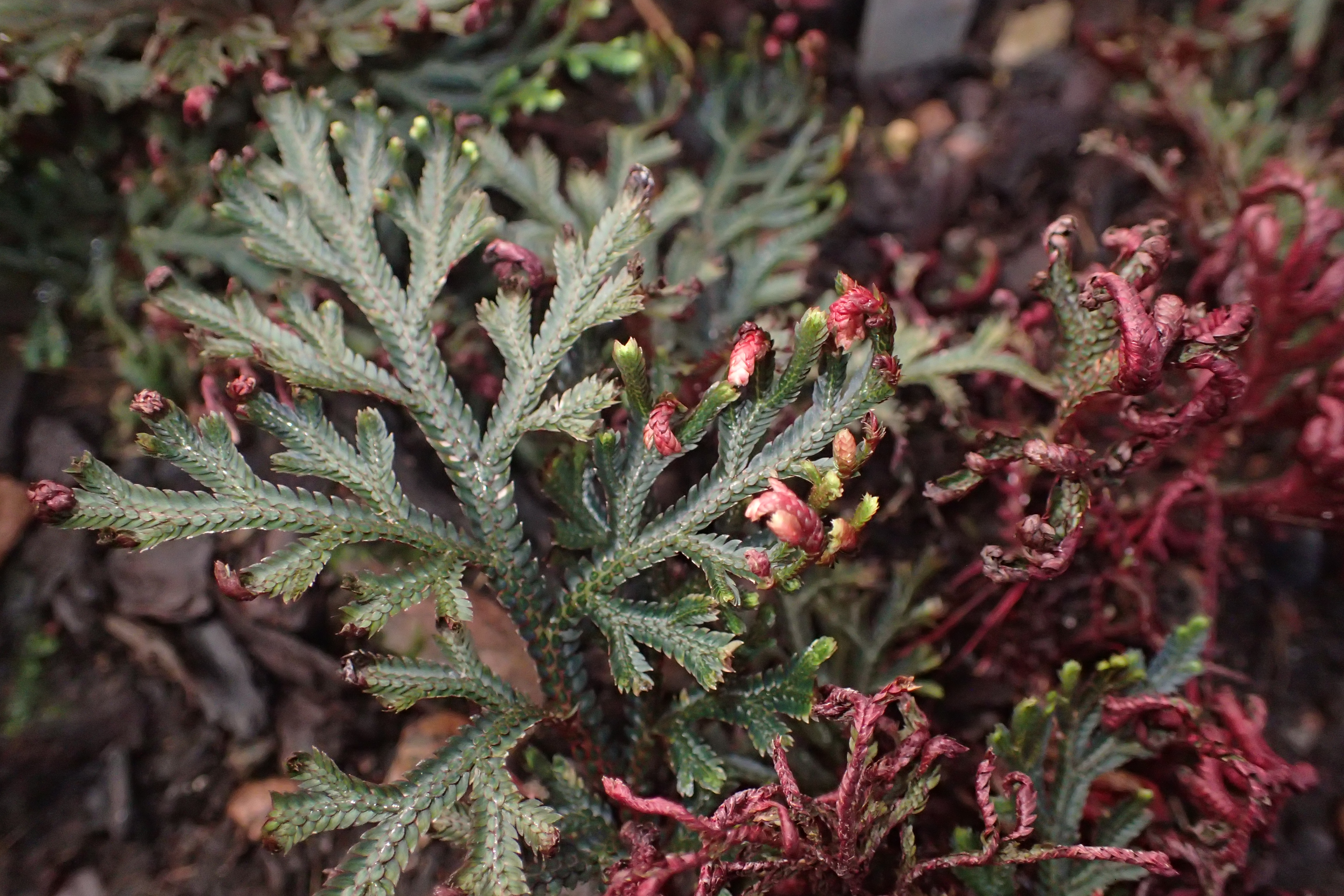
S. erythropus
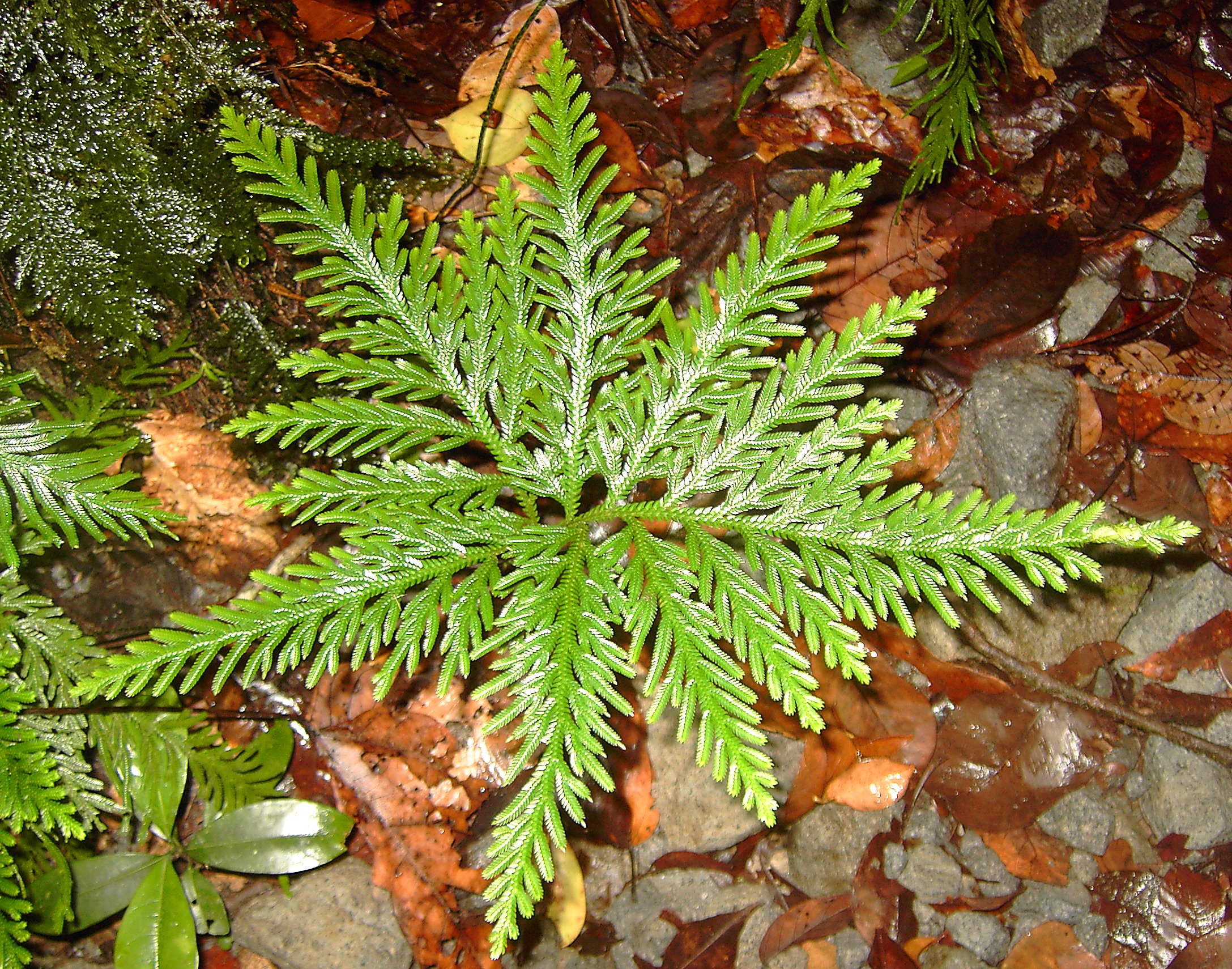
S. flabellata
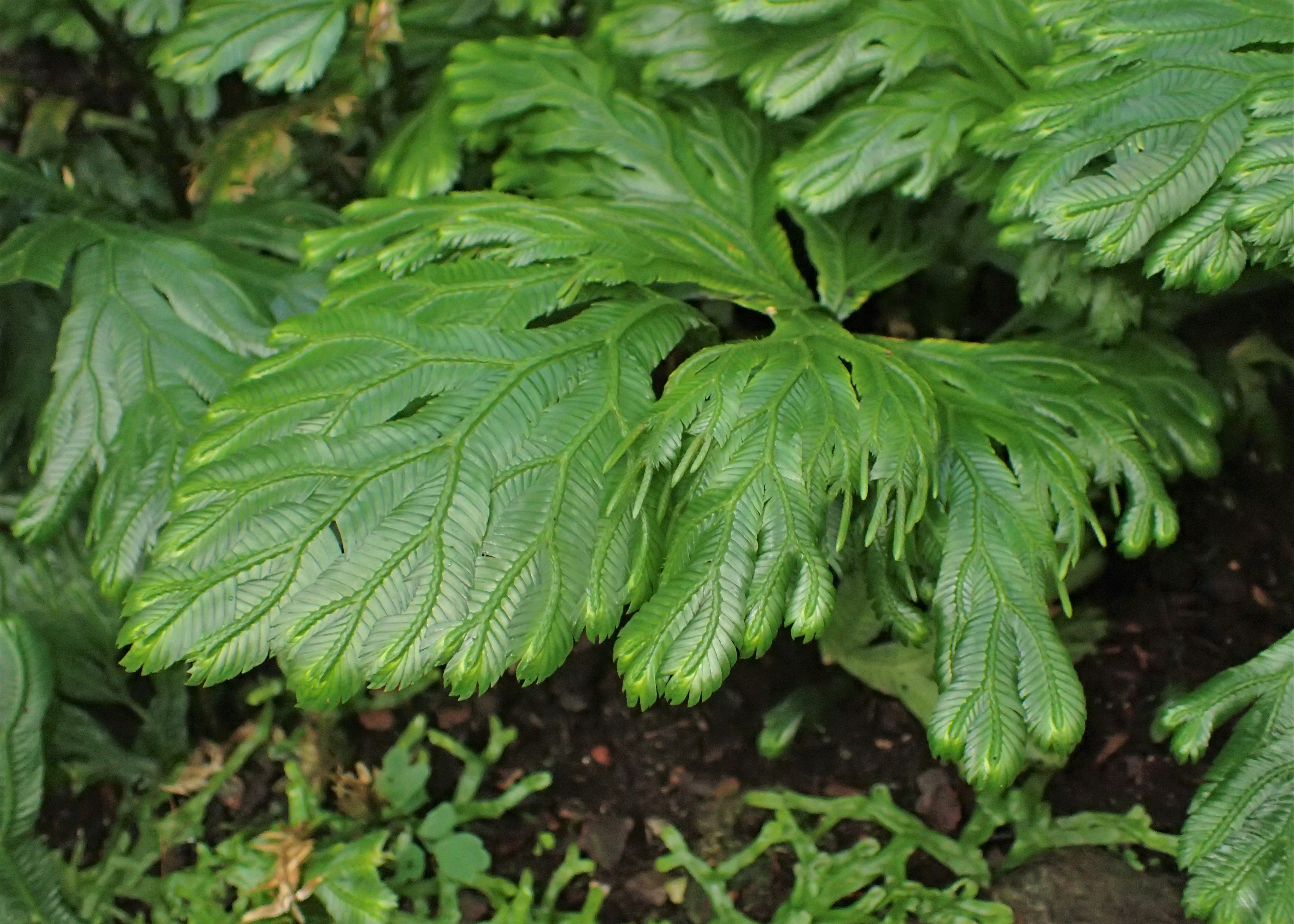
S. grandis
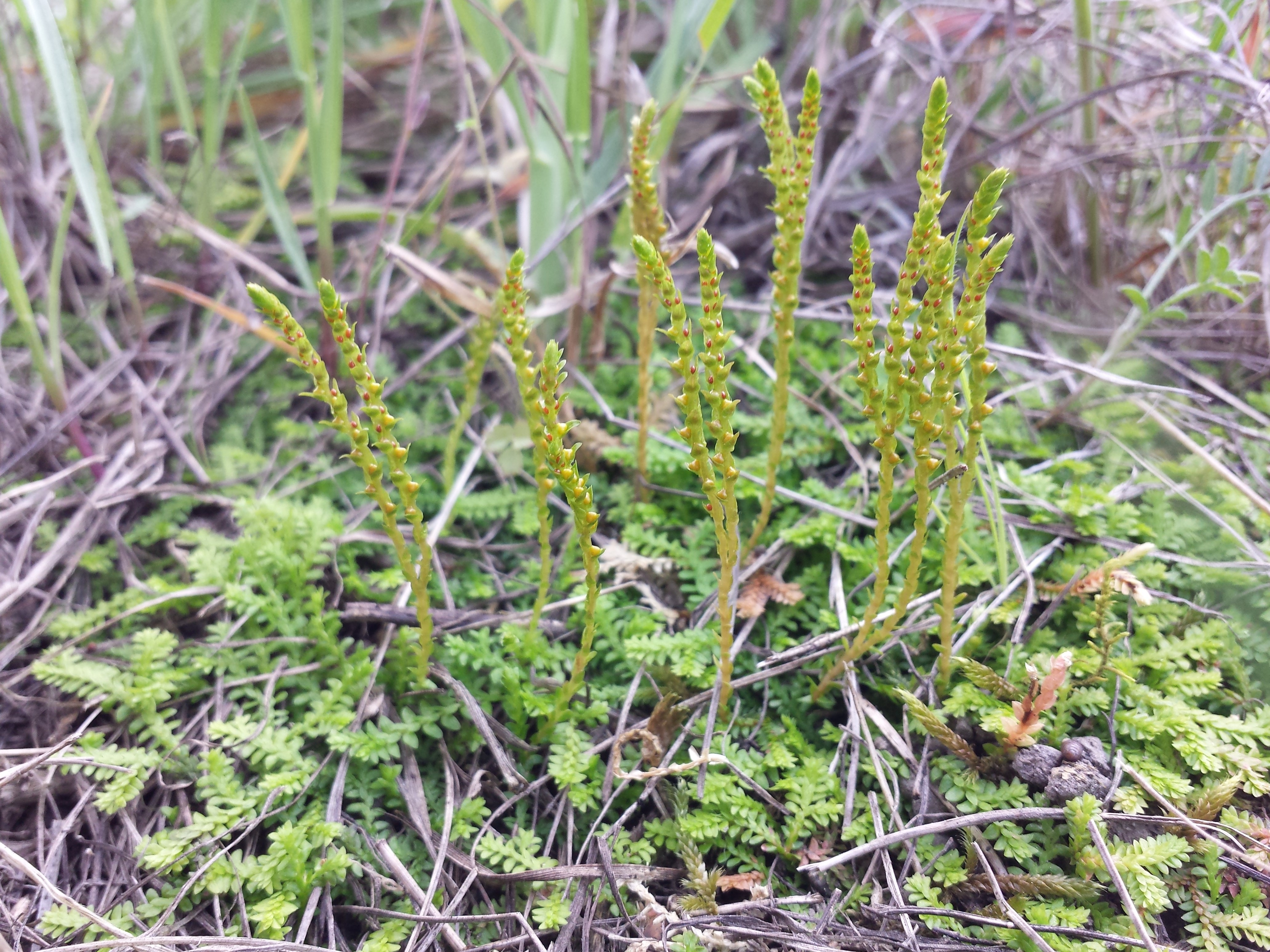
S. helvetica
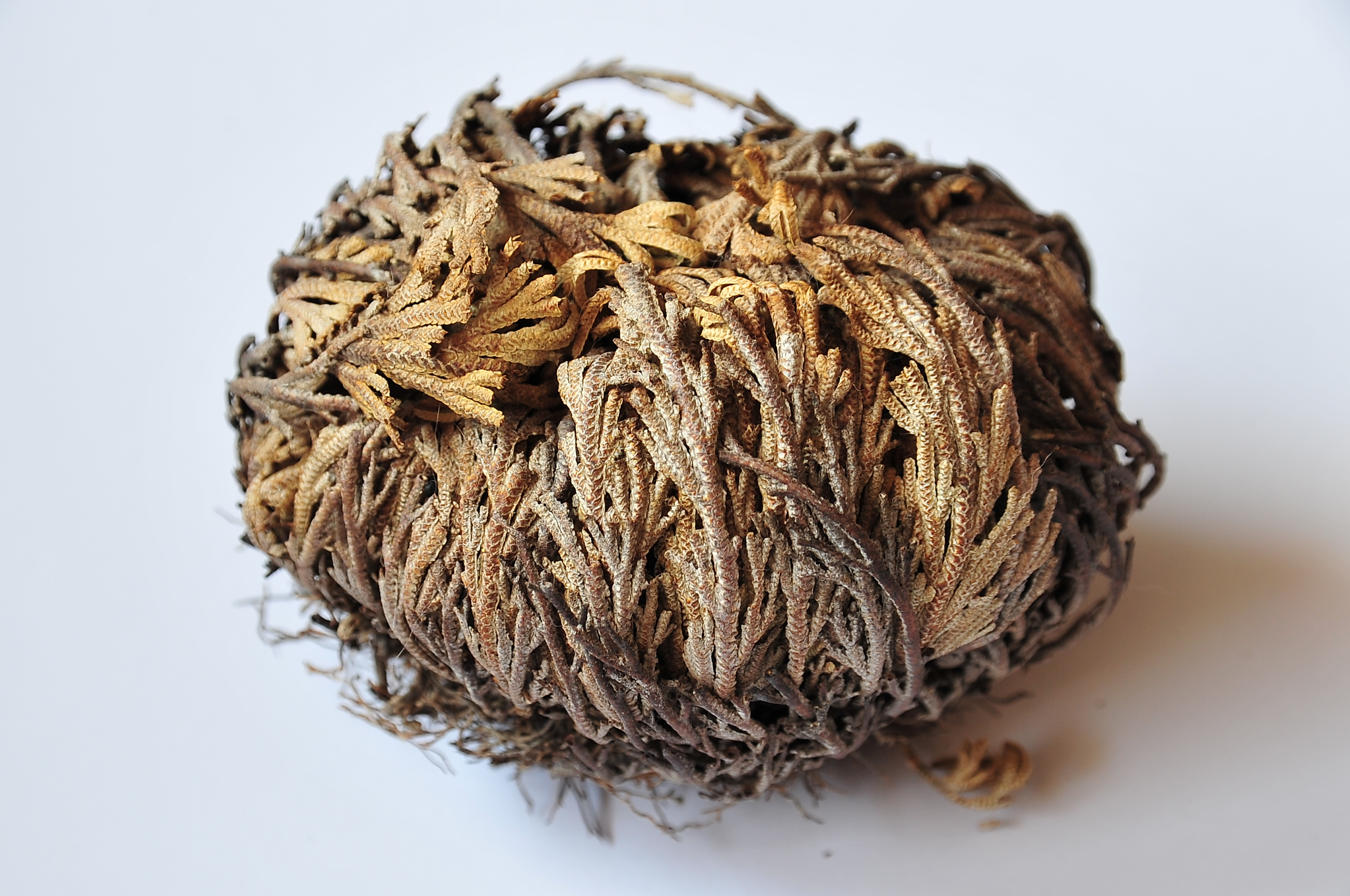
S. lepidophylla
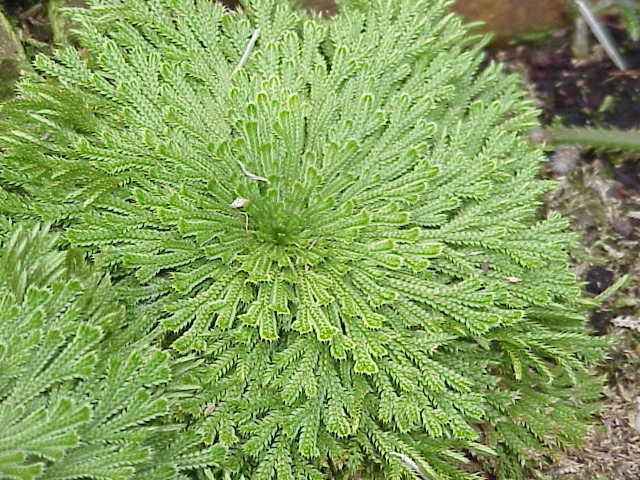
S. pilifera
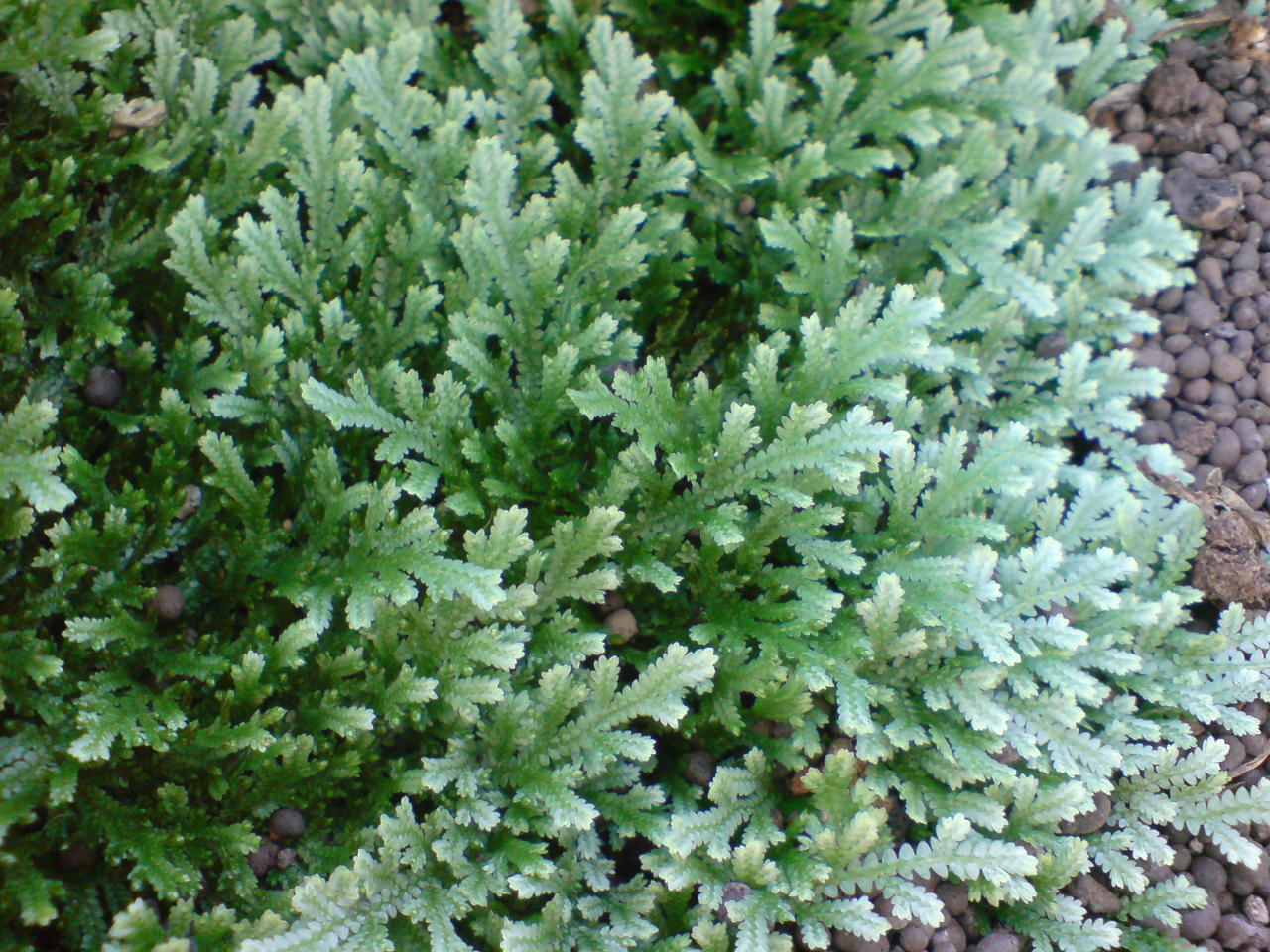
S. serpens
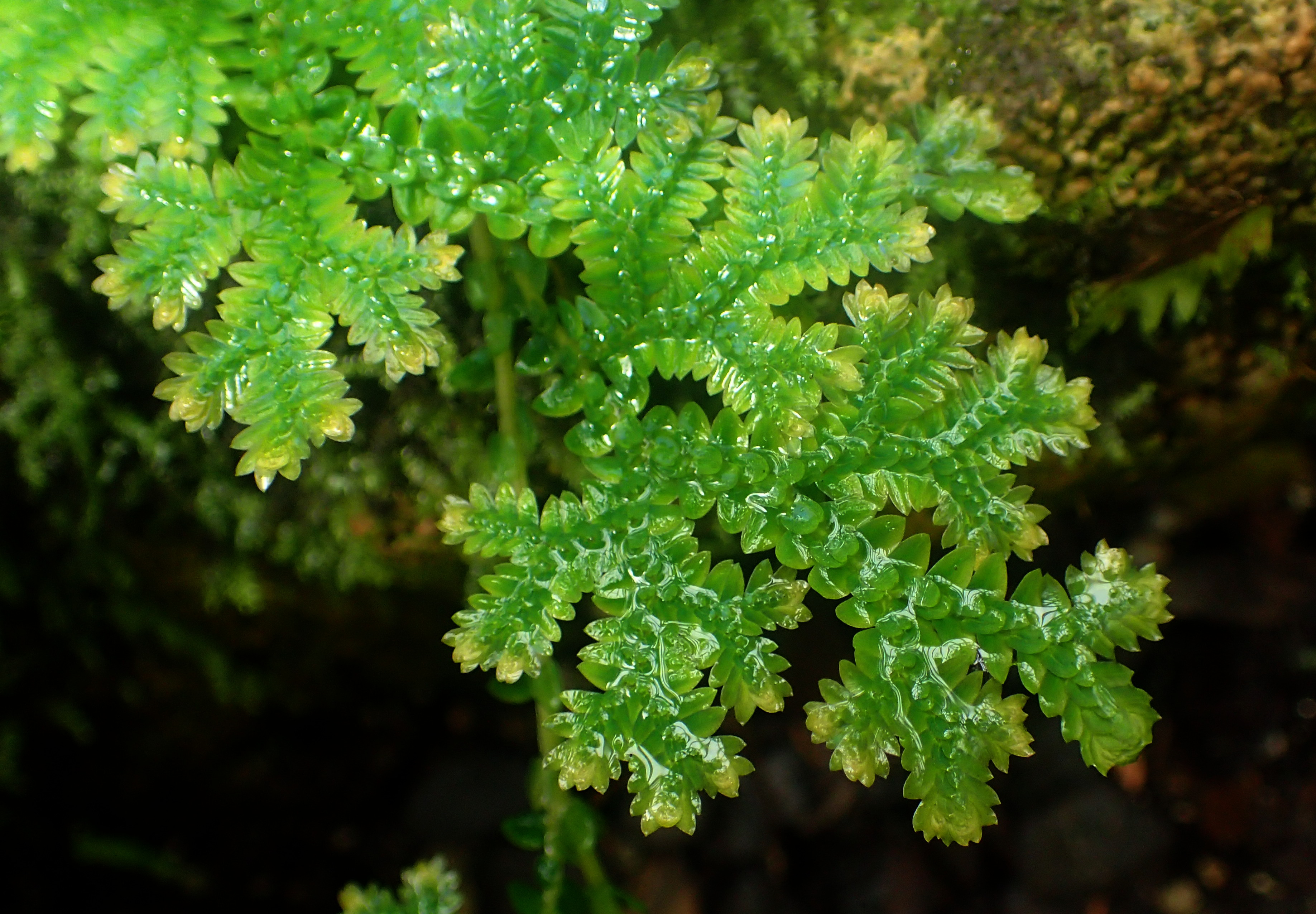
S. stauntoniana
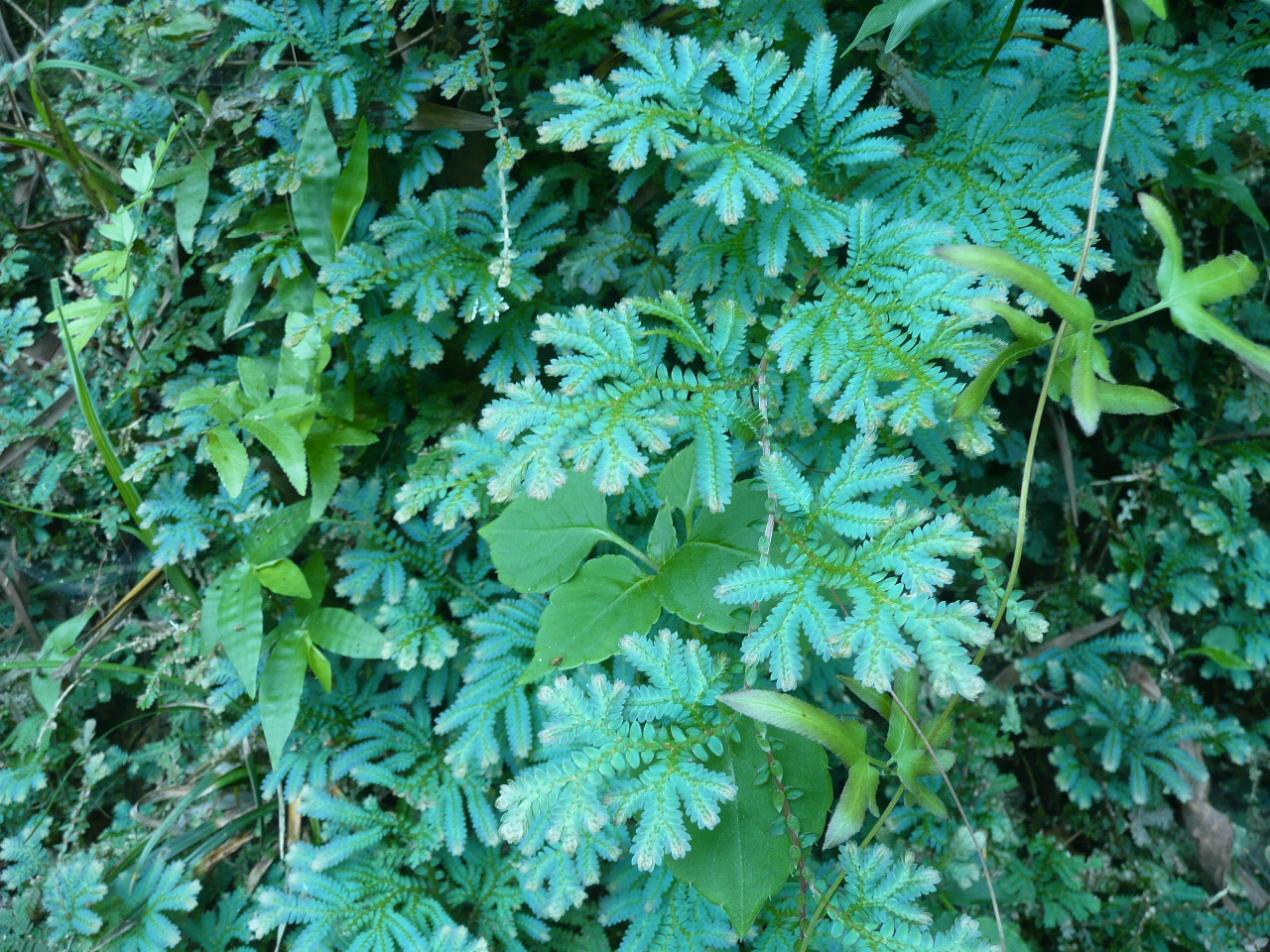
S. uncinata
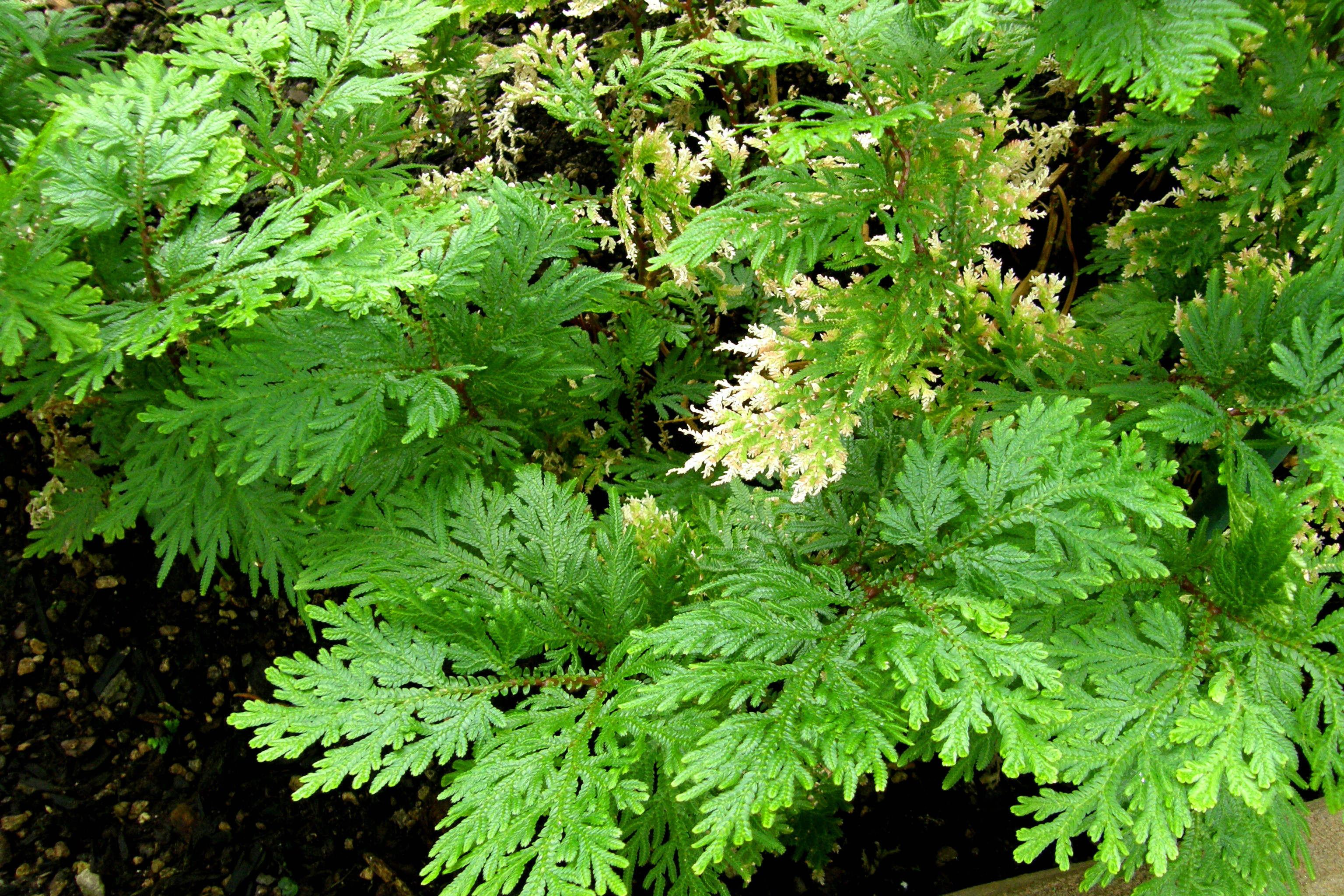
S. vogelii

## Zastosowanie
Około 30 gatunków widliczek uprawianych jest jako rośliny ozdobne, w tropikach w ogrodach, a poza nimi jako rośliny szklarniowe i doniczkowe. Dawniej uprawiane były głównie w palmiarniach, oranżeriach i ogrodach zimowych, współcześnie stają się także modnymi roślinami doniczkowymi, też podwieszanymi. Szczególnie popularne są ozdobne z liści i pędów: widliczka Kraussa S. kraussiana, Willdenowa S. willdenowii, Martensa S. martensii, widliczka łuskolistna S. lepidophylla (zwijająca się w kulkę w stanie suchym), S. serpens przybierająca kolor srebrnoszary i bezłodygowa S. apoda.
Niektóre gatunki widliczek wykorzystywane są jako rośliny lecznicze, zwłaszcza S. bryopteris w Indiach i S. doederleinii w Chinach. S. tamariscina spożywana jest jako warzywo na Nowej Gwinei, a poza tym stosowana w naparach jako lek na łamliwe paznokcie (zwłaszcza w Chinach i w Niemczech). Selaginella moellendorfii wykorzystywana jest jako gatunek modelowy, którego genom został zsekwencjonowany już w 2007 (genom tego gatunku jest najmniejszym znanym wśród roślin naczyniowych).

## Uprawa
Najczęściej uprawiane widliczki są roślinami o małych wymaganiach świetlnych i najlepiej rosnącymi na stanowiskach cieniowanych. Zimą temperatury nie powinny przekraczać 16°C, ale też nie powinny spadać poniżej 8°C. Widliczki wymagają dużej wilgotności powietrza, ale umiarkowanej podłoża, ponieważ w nadmiernie wilgotnym nasady ich pędów zagniwają. Woda stosowana do podlewania musi być miękka; rośliny są wrażliwe na zasolenie podłoża. Widliczki bywają atakowane przez nicienia – węgorka truskawkowca, uszkadzającego liście.
Widliczki rozmnaża się za pomocą sadzonek, zwykle wiosną, choć można je pozyskiwać cały rok. Im większa sadzonka tym lepiej przebiega proces jej ukorzeniania. Rozmnażane są także przez podział oraz przez wysiew zarodników na pożywce agarowej.